# Hermenegildo Roca Oliver
Hermenegildo Roca Oliver (San Feliu de Guixols, c. 1907) fue un militar español.

## Biografía
En su juventud residió en Málaga, donde trabajó como jefe de contabilidad para la Compañía de Gas de Málaga.
Tras el estallido de la guerra civil se unió a las fuerzas republicanas. En la primavera de 1938, durante la ofensiva franquista en el Frente de Aragón, asumió el mando de la 143.ª Brigada Mixta. A comienzos de junio dirigió a su unidad en un ataque sobre Vilanova de la Barca, acción que le valdría ser condecorado con la Medalla al Valor. A finales de año se encontraba al mando de la 24.ª División. Al frente de esta unidad intervendría durante las primeras fases de la campaña de Cataluña. A comienzos de enero de 1939 la 24.ª División —que se encontraba muy quebrantada— fue disuelta, tras lo cual Roca Oliver asumiría el mando de la deshecha 56.ª División.